# Зезуля Семен
Зезуля (Зозуля) Семен (р. н. і см. невідомий) — український кобзар із села Красилівки, Сосницького повіту на Чернігівшині. У 1886 році художник Опанас Сластіон, проводячи свою літню відпуску на Чернігівщині, познайомився з цим кобзарем і написав з нього графічний портрет, чим зберіг для нас його ім'я й образ. Ніяких інших відомостей про кобзаря до нас не дійшли.
Інструмент на якому грав Зезуля, мав 5 басків та 16 приструнків, подібний до інструментів, які вживали Зіньківські та Слобідські кобзарі.